# Neocentropogon japonicus
Neocentropogon japonicus är en fiskart som beskrevs av Matsubara, 1943. Neocentropogon japonicus ingår i släktet Neocentropogon och familjen Tetrarogidae. Inga underarter finns listade i Catalogue of Life.